# Фаа, Камилла
Ками́лла Фаа́ (итал. Camilla Faà) ди Бру́но да Каза́ле, Ками́лла Фаа́ Гонза́га (около 1599, Казале-Монферрато, Пьемонт — 14 июля 1662, Феррара) — итальянская дама благородного происхождения, которая сочеталась тайным морганатическим браком с Фердинандо I Гонзага, герцогом Мантуи и Монферрата, получила титул маркизы Момбаруццо. Брак был аннулирован, несмотря на её возражения, а её заключили в монастырь. Автобиография Камиллы, занявшая 16 страниц, была написана в 1622 году по приказу её аббатисы; это произведение считается первым мемуаром, написанным женщиной на итальянском языке, а возможно, и не только на итальянском.

## Биография
Родилась в Казале (совр. Пьемонт) в семье Маргериты Фассати и Ардиццино Фаа, графа Бруно, военного и дипломата, служившего послом от Гонзага при герцоге Савойском. Воспитывалась в монастыре, её мать к этому времени скончалась.
Юная Камилла стала одной из многих фрейлин герцогини Маргариты Савойской при дворе герцогов Гонзага в Казале-Монферрато. Супруг Маргариты Франческо Гонзага был правителем этого города. В феврале 1612 года его отец Винченцо скончался, и Франческо унаследовал от него герцогский титул Мантуи и Монферрата. Двор переехал из Казале в Мантую, где 22 декабря того же года Франческо скончался от оспы. Ему наследовал брат Фердинандо, служивший до этого кардиналом в Риме и пользовавшийся репутацией дамского угодника. Он сложил сан и прибыл в герцогство. В январе 1616 года он был коронован.
16-летняя Камилла, необыкновенной красотой заслужившая прозвище La bella Ardizzina (по имени отца) и эпитеты лат. nobilis et venustissima puella и лат. rara pulchritudine, стала объектом его внимания. К тому моменту она находилась при дворе всего девять месяцев. В июне 1615 года её руки попросил некий Оттавио Валенти, но этому браку воспрепятствовал Фердинанд.
Камилла сопротивлялась герцогу, пока он письменно не дал обязательство жениться на ней. Тайный брак состоялся 19 февраля 1616 года в капелле Святой Варвары в Палаццо Дукале. Венчал их монсеньор Карбонелли в присутствии единственного свидетеля Алессандро Феррари. Вскоре после этого Камилла понесла.
Попытка держать брак в тайне не увенчалась успехом; придворные и семья герцога отнеслись к свадьбе крайне негативно — то ли из зависти, то ли из опасения, что этот мезальянс не позволит герцогу защитить династию. Видимо, первоначально Фердинанд хотел сохранить брак: в августе он подарил супруге маркизат Момбаруццо и доход от различных территорий в Монферрате и Аккви-Терме. Примерно в то же время скончался отец Камиллы, скорее всего, он был отравлен. Враждебность, с которой Камилла столкнулась при мантуанском дворе, оказалась для неё чрезмерной и по собственному желанию после смерти своего отца она покинула город и уехала домой в Бруно. Герцог начал дистанцироваться от Камиллы и подал в Ватикан прошение об аннулировании брака.
В это время Монферрат находился в состоянии войны с Савойей, поэтому она переместилась в замок Палеологов в Казале, где в ноябре к ней присоединился Фердинандо. 5 декабря она разрешилась от бремени сыном, крещёным как Иасинто Теодоро Джованни. Герцог признал его своим сыном, но не стал узаконивать его как наследника. Герцог оставался с ними до Нового года, после чего он уехал из Казале. Камиллу вынудили вернуть письмо с подтверждением брака.
Затем его убедили, что он должен аннулировать этот брак и заключить более приемлемый с династической точки зрения союз. Герцог так и сделал. Документ, подтверждающий недействительность брака, был получен от папы римского Павла V; и после помолвки 7 февраля, 16 февраля 1617 года, незамедлительно после получения развода, герцог женился на Екатерине Медичи, дочери герцога Тосканского, получив крупное приданое и поддержку её могущественного рода.
Камиллу привезли обратно в Мантую, где, избегая приглашений ко двору от новой герцогини Екатерины Медичи, она поселилась в монастыре, выбрав его вместо навязываемого ей той же Екатериной нового брака. Её сын Иасинто, однако, воспитывался при дворе отца. В ноябре 1618 года герцог принудил Камиллу принять монашеские обеты в монастыре Тела Христова в Ферраре. Сначала она вошла туда как светский послушник и сопротивлялась давлению, надеясь на улучшение ситуации, но в 1622 году принесла окончательные клятвы, и с тех пор до конца жизни оставалась в его стенах, став клариссинкой под именем Suor Caterina Camilla Gonzaga Faa. Она не признавала брак расторгнутым и до конца жизни подписывалась как Екатерина Гонзага, что полностью совпадало с именем новой герцогини.
Она скончалась там в возрасте 63 лет, пережив своего бывшего мужа, умершего в 1626 году, его вторую жену, умершую бездетной тремя годами позже, а также собственного сына, умершего в 1630 году, возможно от чумы, или же убитого во время падения Мантуи в 1630 году в течение Войны за мантуанское наследство. (У его отца не было других детей, и он безуспешно пытался объявить Иасинто своим наследником. Престол в итоге унаследовал следующий брат герцога). Была похоронена рядом с Лукрецией Борджиа. Потомком её родственников является математик-священник XIX века Франческо Фаа-ди-Бруно.

## Мемуары
По просьбе своей матери-настоятельницы, испытывавшей интерес к истории Камиллы, она написала в год, когда окончательно приняла свои обеты, 16 страниц воспоминаний о своей жизни. Камилла очевидно понимала, что текст не предназначается для публичного распространения. Его название — «Storia di donna Camilla Faa di Bruno Gonzaga» скорее всего, не авторское, а дано одним из редакторов. Копия манускрипта и по сей день хранится в архивах монастыря Corpus Domini в Ферраре. Первая публикация этого сочинения состоялась в 1895 году, текст был подготовлен Джузеппе Джорчелли (Giuseppe Giorcelli) для журнала Rivista di Storia, Arte, Archeologia della provincia di Alessandria.
Её автобиография — короткий текст, рассказывающий о событиях, которые привели к её свадьбе, а затем о том, как она была отлучена от двора, о её изоляции от друзей и об отшельничестве в монастыре. Это не жалобы невинно пострадавшей, и она не претендуют на то, чтобы критиковать её мужа и его советников. Камилле каким-то образом удаётся сохранить объективность и учитывать понятия политической необходимости. Эта особенность придаёт особенную силу её воспоминаниям. «Она выбирает быть гордой, а не вызывающей жалость; вместо того, чтобы рассказывать о том, как она стала жертвой, она описывает, как выжила. Её отлучение от двора, понижение её статуса, давление, которое оказывалось на неё по поводу принятия пострига как на женщину, могли сподвигнуть Камиллу на долгие рассуждения. Но этого не случилось. Она избрала вариант описания фактов в последовательной точности».
Г. Парати в своей работе, посвящённой итальянским женским автобиографиям, начинает эту тему с рассмотрения сочинения именно Камиллы. Парати доказывает, что хотя Фаа взяла перо в руку, объявив, что хочет рассказать «правдивую» историю, тем не менее, автор иногда меняет определённые факты и добавляет вымышленные, что позволяет ей создать в своем произведении архетип бедной целомудренной девушки для того, чтобы привлечь симпатии и поддержку гипотетического читателя. Ревизионистское историческое сочинение Камиллы построено по принципу волшебной сказки: там фигурируют такие стереотипы, как покорная принцесса-дочь, преданная жестоким отцом, а затем супругом, что демонстрирует, как предшествующая литературная традиция повлияла на этот, по заявлению автора, трактат, основанный на фактах. Адаптация Камиллой Фаа женских стереоптипов является следствием того, что женщины-писатели не имели за плечами никакой традиции светского самоизучения, которая позволила бы узаконить и подтвердить их рассказ.

## В культуре
- Паоло Джакометти, драма «Camilla Faa da Casale», 1846
- Zapparoli Giuseppe, Camilla Gonzaga Faa, contessa di Bruno e marchesa di Mombaruzzo: novella storica mantovana in versi, Lucca 1922